# Дипломатическая изоляция Советского правительства (1917—1924)
Дипломатическая изоляция Советского правительства — процесс международной изоляции большевистского правительства, развернувшийся вскоре после прихода РСДРП(б) к власти в октябре 1917 года. В течение года практически все страны, поддерживавшие ранее дипломатические отношения с Россией, разрывают их, отказываясь признавать Совнарком законным правительством. Процесс изоляции завершается только к 1924 году с началом признания СССР иностранными державами.

## История изоляции
Авторитетная в Британии газета «Таймс» встретила Октябрьское вооружённое восстание 1917 года в Петрограде заголовком «Революция сделана в Германии». Судя по всему, державы Антанты руководствовались только прагматичными интересами; в этом плане показательно заявление французского посла в Петрограде Мориса Палеолога, сделанное им во время Февральской революции:
| У Летнего сада я совершенно окружен толпой, которая задерживает на ходу автомобиль с забронированными пулеметами и хочет меня посадить и отвезти в Таврический дворец. Студент-верзила, размахивая красным флагом, кричит мне в лицо на хорошем французском языке: — Идите приветствовать русскую Революцию. Красное знамя отныне — флаг России; почтите его от имени Франции. Он переводит эти слова по-русски. Они вызывают неистовое «ура». Я отвечаю: — Я не могу лучше почтить русскую свободу, как предложив вам крикнуть вместе со мной: «Да здравствует война»! Он, конечно, остерегается перевести мои слова.— Морис Палеолог. Царская Россия перед революцией. |

Приход к власти большевиков сопровождался международным бойкотом. Державы Антанты отказались признавать новую власть, ряд нейтральных государств вслед за Антантой разорвали с Россией дипломатические отношения. Так, отношения разорвали Аргентина, Бразилия, Великобритания, Греция, Дания, Испания, Куба, Норвегия, Парагвай, Румыния, США, Таиланд, Швейцария, Эфиопия. Процесс международной блокады новой власти в целом завершается к декабрю 1918 года с разрывом дипломатических отношений с Норвегией и Данией; за границей остаются только советский посол в Германии, и представитель в США.
Наркоминдел Лев Троцкий пытается, согласно дипломатическому протоколу, сообщить послам иностранных держав о вступлении в должность. Он пытается лично посетить британского посла Бьюкенена, однако тот "не проник дальше передней",  после чего посол "незаслуженно" получает от неизвестных букет цветов с надписью «Браво! Благодарим вас!»
21 ноября Троцкий рассылает послам союзных держав ноту о прекращении войны, которую они игнорируют. Антанта отказывается признавать Совнарком законным правительством, сославшись на нарушение Россией союзнических обязательств, закреплённых соглашением от 5 сентября 1914 года. Также Троцкий объявляет о намерении новой власти опубликовать все тайные договоры царского правительства.
27 ноября Троцкий рассылает послам союзных держав ноту, в которой заявляет, что речь идёт не о сепаратном, а о всеобщем мире.

### Великобритания
В декабре 1917 года разгорается конфликт новой власти с Великобританией: Ленин выпускает воззвание к населению Британской Индии с призывом «сбросить иго чужеземных эксплуататоров». Так как Великобритания отказалась признавать большевиков, деятельность дипкурьеров оказалась парализована, из-за того, что Британия отказалась выдавать им визы. В ответ наркоминдел Троцкий пригрозил послу Бьюкенену по принципу око за око, зуб за зуб запретить британским курьерам и самому послу въезд и выезд из России, после чего визы всё-таки были получены. Этот метод впоследствии использовался советским правительством и в отношении других иностранных держав, в том числе после отставки Троцкого с поста наркоминдела в марте 1918 года.
С января по сентябрь 1918 года в Лондоне находится советский представитель, будущий наркоминдел Литвинов М. М., с которым Британия поддерживает контакты неофициально, причём параллельно продолжает существовать старое посольство во главе с Набоковым К. Д.
После заключения Брестского мира отношение британцев к Литвинову резко портится. В сентябре 1918 года арестован в ответ на арест советскими властями британского представителя в Москве Локкарта, обвинённого в антибольшевистском заговоре. В ходе проведённых ВЧК арестов британских дипломатов британский военно-морской атташе Фрэнсис Кроми оказывает чекистам вооружённое сопротивление и погибает, а наиболее активный агент Сидней Рейли бежит из России, неудачно попытавшись завербовать Бонч-Бруевича М. Д. и латыша Берзина Э. П. В ноябре 1918 года стороны проводят обмен Литвинова на Локкарта (более подробно см. Дело Локкарта).

### Франция
В январе 1918 года Каменев Л. Б. направился во Францию в качестве посла.  По пути во Францию поезд с Каменевым был обстрелян на финской территории, а в норвежском порту Берген его попытались арестовать британцы. После того, как Франция отказалась признавать его полномочия, Каменев был вынужден вернуться обратно через принадлежавшие Финляндии Аландские острова, где был арестован «белофиннами».

### Финляндия
После нескольких месяцев пребывания в нескольких разных тюрьмах Каменев был освобождён только в первых числах августа 1918 года. Фактически Маннергейм взял его в заложники, и Каменев был обменян на тридцать «белофиннов», арестованных в конце мая 1918 года большевиками в Петрограде и также взятых в заложники.

### Германия
Единственной иностранной державой, признавшей новую власть, стала Германия (3 марта 1918 года). С 19 апреля 1918 года полпредом России в Германии стал Иоффе А. А., бывший «межрайонец», после Февральской революции освобождённый из ссылки и летом 1917 года примкнувший к большевикам. Практически немедленно после прибытия в Берлин Иоффе развернул пропагандистскую сеть, действовавшую, главным образом в Германии.
Деятельность Иоффе не ограничивалась одной только Германией. По подсчётам германских спецслужб, он сносился с Австрией, Швейцарией, Нидерландами и скандинавскими странами посредством от ста до двухсот дипкурьеров. По выражению Ричарда Пайпса, Иоффе «вёл революционную работу с поразительной наглостью» и прямо поставлял оружие и деньги в очаги недовольства перед самым началом Ноябрьской революции в Германии. В ноябре 1918 года он был задержан немецкими властями на берлинском вокзале с революционными воззваниями «к германскому пролетариату». В результате провокации германских спецслужб на вокзале «случайно» упал и разбился ящик с дипломатической советской почтой, из которого выпали прокламации. 5—6 ноября 1918 года депортирован из Германии вместе со всем полпредством; таким образом, дипломатические отношения были разорваны. Впоследствии раскрылось, что это была провокация. Спустя несколько лет Макс Баденский в своих мемуарах сообщил, что Шейдеман ещё 28 октября на заседании кабинета предложил "уронить" ящик с дипломатической почтой советского посольства. После такого разоблачения вынужден был признать этот факт и сам Шейдеман. А социал-демократический журнал "Der Klassenkampf" разъяснил и вопрос о происхождении листовок: они были написаны и напечатаны не в России, а в Германии, и полиция подсунула их в разбитый посольский ящик.
Уже 9 ноября в Германии началась революция, а 13 ноября советское правительство аннулировало Брестский мир.
Однако надежды коммунистов на установление в Германии Советской власти оказались преувеличены. Германские радикалы не смогли привлечь народ популистскими лозунгами по большевистскому образцу: лозунг немедленного мира не имел смысла в условиях, когда Германия и так капитулировала, а земельный вопрос в Германии стоял не так остро, как в России. Процесс развала армии в Германии также зашёл не так далеко: в Германии тоже началось образование солдатских комитетов по российскому образцу, однако офицеры смогли захватить в них существенное влияние. Кроме того, началось образование полувоенных правых организаций, фрайкоров.
Союзная Германии Австро-Венгрия склонялась к признанию новой власти в России, однако дипломатические отношения в итоге так установлены и не были.

### Болгария
Наряду с Германией Болгария стала единственным государством со стороны блока центральных держав, которое направило в РСФСР свою миссию, а её глава Стефан Чпрашиков успел вручить верительные грамоты Свердлову.

### Соединённые Штаты Америки
Соединённые Штаты Америки разорвали дипломатические отношения с Россией сразу после Октябрьского вооружённого восстания в Петрограде. Государственный департамент США направляет в посольство США в России инструкцию «воздержаться от каких-либо прямых контактов с большевистским правительством». 27 февраля 1918 года американское посольство убывает из Петрограда в Вологду, 25 июля — в Архангельск и покидает Россию 14 сентября 1919 года.
Вплоть до 30 июня 1922 года Соединённые Штаты продолжали считать российским послом назначенного Временным правительством Бахметьева Б. А. Назначенному Совнаркомом в середине 1918 года на должность посла Литвинову М. М. было отказано в аккредитации, в марте 1919 года США проигнорировали верительные грамоты представителя России Мартенса Ф. Ф., предложив ему покинуть США.
В ноябре 1922 года Государственный департамент уведомил российские консульства в Бостоне, Чикаго и Сиэтле об аннулировании их полномочий. Дипломатические отношения были восстановлены только 16 ноября 1933 года после длительных переговоров.
В 1919 году из Скандинавии выслан советский полпред Воровский В. В.
Частично прорвать дипломатическую изоляцию удалось в мае 1919 года с установлением дипломатических отношений со Швейцарией, однако уже спустя несколько месяцев они опять были разорваны.